# Feliniopsis germainae
Feliniopsis germainae là một loài bướm đêm trong họ Noctuidae.